# کارابان
کارابان ، که به نام کارابن نیز شناخته می‌شود، جزیره و روستایی در جنوب غربی سنگال، در دهانه رودخانه کازامانس است. این پدیده‌ی زمین‌شناسی نسبتا نوپدید، دربرگیرنده‌ی یک شایال و رسوبات آبرفتی است که با انباشت و ته‌نشینی خاک در میان شاخه‌ها و ریشه‌های درختان مانگرو که بخش عمده‌ای از جزیره را پوشش می‌دهند، به‌وجود آمده است. کارابان به همراه بقیه منطقه زیگوینچور، دارای آب و هوای استوایی است که بین فصل خشک و فصل مرطوب تغییر می‌کند. این جزیره که زمانی به عنوان مکانی خشک و بی‌فایده برای رشد گیاهان شناخته می‌شد، اکنون با افتخار میزبان چندین نوع درخت میوه است. از جمله رایج‌ترین آن‌ها، می‌توان به انبه و پرتقال اشاره کرد. اگرچه پارک ملی بسه کازامانس و ذخیره‌گاه پرندگان کالیسیای سال‌ها به دلیل درگیری‌های کازامانس بسته بوده‌اند. با این حال، جزیره کارابان همچنان به جذب پرنده‌شناسان علاقه‌مند به مشاهده انواع پرندگان خود ادامه می‌دهد. انواع مختلفی از ماهی‌ها در اطراف جزیره به وفور یافت می‌شوند، اما پستانداران در این جزیره بسیار کمیاب هستند.